# Anaurus
Anaurus  (лат.) — род аранеоморфных пауков из подсемейства Amycinae в семействе пауков-скакунов (Salticidae), включающий всего один вид Anaurus flavimanus Simon, 1900.

## Этимология
Название рода, возможно, от слова Anavros, которое означает — маленький ручей, у древнегреческого народа Иолк. Видовое название — flavimanus, означает «жёлтая рука».

## Распространение
Вид на данный момент открыт только в Бразилии.